# Dunaharaszti MTK (szachy)
Dunaharaszti MTK, pełna nazwa Dunaharaszti Munkás Testedző Kör – węgierski klub szachowy z siedzibą w Dunaharaszti, sekcja Dunaharaszti MTK.

## Historia
Sekcja szachowa Dunaharaszti MTK powstała w 1933 roku. Inauguracyjne spotkanie odbyło się w restauracji Simon, która była także pierwszą siedzibą klubu. Początkowo zawodnikami klubu byli m.in. József Károly i János Reiss. W latach 1936–1940 klub miał siedzibę w restauracji Szántó, a następnie w dawnym domu kultury. W 1949 roku zespół awansował do klasy I mistrzostw komitatu Pest. W latach 1964–1965 szachiści klubu – odpowiednio Gyula Schubert i József Lugosi – zdobywali mistrzostwo komitatu Pest; Schubert powtórzył ten wynik w 1979 roku. W 1973 roku klub zajął trzecie miejsce w drużynowych mistrzostwach komitatu.
Po przemianach politycznych 1989 roku wskutek trudności finansowych sekcji opiekę nad nią przejęło Koło Sportowe im. Petőfiego w Dunavarsány. W 2009 roku Dunaharaszti MTK awansował po raz pierwszy w historii do NB I. Awans wywalczyli m.in. Csaba Bérczes, Jenő Döry, László Bencze, Géza Hetényi i István Egedi. Po roku gry klub spadł do NB I/B. Ponowny awans uzyskano w 2012 roku. W 2014, 2017 i 2022 roku klub zajął szóste miejsce w NB I, a najlepszy wynik w historii uzyskał w sezonie 2018/2019, kończąc sezon na piątym miejscu. Jego zawodnikami byli wówczas m.in. Daniel Sadzikowski, Hrvoje Stević, Siergiej Grigorjanc, Zoran Jovanović, László Gonda, Hoang Thanh Trang, András Flumbort i Iván Faragó.